# Marie Fialková
Marie Fialková (24. listopadu 1918 - ???) byla česká a československá politička Komunistické strany Československa a poslankyně Sněmovny národů Federálního shromáždění za normalizace.

## Biografie
K roku 1971 se profesně uvádí jako dělnice. Ve volbách roku 1971 zasedla do české části Sněmovny národů (volební obvod č. 47 - Brno-město-západ, Jihomoravský kraj). Ve FS setrvala do konce funkčního období, tedy do voleb roku 1976.